# Yoruba
Yoruba eller Joruba (Yorùbá) er det største folkeslag i Nigeria og en af de største i hele Afrika. Der er antagelig ca. 25 millioner mennesker som tilhører denne folkegruppe.
Joruba udgør omkring 30 procent af Nigerias befolkning og er sammen med fulani/hausaerne og iboerne de tre store folkegrupper i landet. Majoriteten af yorubaerne bor i det sydvestlige  Nigeria, men der findes også store grupper i Benin, Ghana og Togo, samt diasporagrupper i Sierra Leone, Brasilien, Cuba, Puerto Rico og Trinidad.
Kendte yorubaer er den tidligere nigerianske præsident Olusegun Obasanjo, musikeren Fela Anikulapo Kuti og forfatteren Wole Soyinka.

## Yoruba  i Caribien og Sydamerika
Yoruba sproget, stammen og kulturen spiller en vis rolle i både Caribien og Sydamerika. Mange blev i sin tid fanget og solgt som slaver og sendt over Atlanten til primært landbrug og i Costa Rica til at bygge jernbane.
Deres guder flyttede med. På samme måde som grækerne, romerne og vikingerne har de ikke en gud, men mange guder. Nogle mere betydningsfulde end andre, men alle med hver deres egenskaber. Troen spiller i dag en stor rolle både indenfor religion men også som kunstnerisk udtryksform. På Cuba er santeria (santo = helgen) populært. Her sætter man lighedstegn mellem katolske helgener og afrikanske guder. En mere ren form for afrikansk religion ses på Haiti i form af woodoo eller kandomble (n'domble betyder sort på et eller andet afrikansk sprog) i Brasilien.
Man har danse, hvor guderne indgår. Palo på Cuba er ren danseterapi, her danser man f.eks. som krigerguden Changó (xango på portugisisk). Yemaya er en køn og forfængelig gudinde, der sprayer sig ustandselig med parfume og lignende. Hun æres f.eks. i den cubanske rumba eller til nytårsfesten på Copacabana stranden i Rio de Janeiro. Nytårsmorgen ligger der mange små parfumeflasker på Copacabana, som er ofret til hende på selve aftenen. I rumba kan man også danse som Changó, hvor manden kan strække hænderne mod himlen og hente lyn ned, som han propper i sit skød. Så har han mere at gøre godt med, når han skal udleve sin manddom. Changó er ikke kun en krigergud, han er også gud for manddom og for alle de heldige og mindre heldige ting, der sker, når en mand forsøger på at score en kvinde.
Guderne tages alvorligt, men de tåler også at blive kritiseret og fornyet. Sammenligningen med katolske helgener er ikke helt ved siden af!
Indenfor andre og mere internationalt kendte musikgenrer som salsa, især cubansk salsa, besynges guderne også. En kendt gruppe som Los Van Van synger ofte om de oprindeligt afrikanske guder. [kilde mangler]

## Eksterne kilder og henvisninger
1. ↑  Helge Rønnings indledning til bogen Yoruba, 2007